# Pseudaphritidae
Gli Pseudaphritidae sono una famiglia di pesci ossei d'acqua marina, salmastra e dolce appartenenti all'ordine Perciformes. Comprende il solo genere Pseudaphritis (Castelnau, 1872) con due specie.

## Distribuzione e habitat
Pseudaphritis undulatus è stato segnalato solo nell'arcipelago Chonos, in Cile, Pseudaphritis urvillii è presente nell'Australia sudorientale e in Tasmania. Quest'ultima specie è catadroma, passa la vita nei corsi d'acqua dolce e scende presso gli estuari in occasione della riproduzione.

## Descrizione
Sono allungati con due pinne dorsali di cui la seconda molto più lunga e simile alla pinna anale. La pinna caudale è tronca.
Pseudaphritis urvillii raggiunge i 36 cm.

## Biologia
Pseudaphritis urvillii è carnivoro e caccia all'agguato sul fondo di torrenti e fiumi a corrente lenta.

## Specie
- Genere Pseudaphritis
  - Pseudaphritis undulatus
  - Pseudaphritis urvillii[3]